# モンスーン戦隊

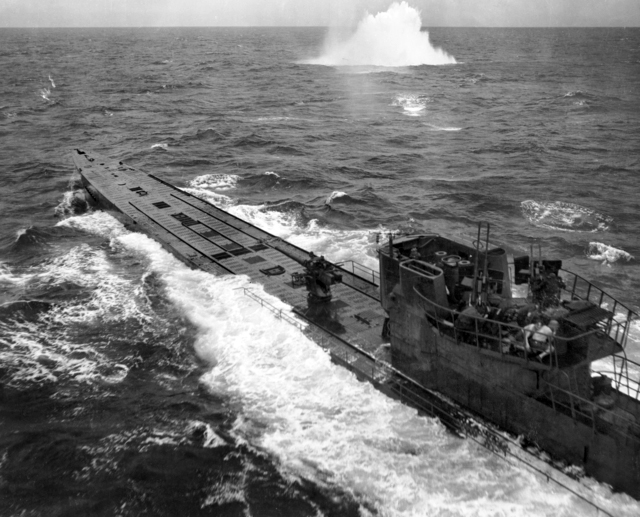
モンスーン戦隊に加わるべく航行する「U-848」。この写真は大西洋において、IXD2型Uボートを撃沈する任務に当たっていた航空機から撮影したものである

モンスーン戦隊（独：Gruppe Monsun、グルッペ・モンズーン）とは、第二次世界大戦中、大日本帝国海軍との協力の元で太平洋とインド洋で活動したドイツ海軍のUボート（潜水艦）戦隊である。

## 概要
大西洋でも一時的な潜水艦グループに同様の名前が使われたことがあるが、インド洋での哨戒作戦のほうが長期間にわたって継続されたため、この名前はペナン（主にその主都ジョージタウン）から活動した少数のUボートの作戦を指すようになった。インド洋は、ドイツと日本の部隊が共闘した唯一の戦場である。
日独潜水艦の偶発的な交戦を回避するために協定が結ばれ、他の潜水艦への攻撃が厳禁とされた。また輸送型を含め、全部で41隻の各種Uボートが投入された。しかし、それらのほとんどは様々な理由から失われ、残ったわずかの艦のみがヨーロッパへの帰還を果たしている。

## インド洋の交易路
イギリスの最も重要な植民地であるインドだけでなく、航路や戦争遂行に必要な原材料の産地を抱えるインド洋は、戦略的に重要であると考えられていた。大戦初期、ドイツ海軍の通商破壊艦やポケット戦艦は数多くの商船 (Merchant vessel) をインド洋で撃沈した。しかし戦争が進むにつれ、これらの艦船が同海域で活動するのは困難になり、1942年にはそのほとんどが撃沈されるか撤退していた。1941年以降にはUボートのインド洋への展開も検討された。しかし、Uボート戦隊の「第1の幸福な時期 (First Happy Time) 」および「第2の幸福な時期 (Second Happy Time) 」として知られる成功期には、こうした分遣は戦力の不要な分散であると判断されていた。また、当海域にはUボート部隊の策源地もしくは補給港となる海外の基地もなかったことから、これらの艦が行動範囲の限界付近で活動することになると見込まれた。その結果、ドイツ海軍は保有するUボートを北大西洋に集中することを選んだ。
1941年の日本の対英米参戦は、イギリス領マラヤや、オランダ領東インドなど、東南アジアにおけるヨーロッパ各国の植民地の占領に繋がった。1942年5月から6月にかけて、日本海軍の潜水艦はインド洋で作戦を開始し、マダガスカルでイギリス軍と交戦する。日本による制圧を防ぐため、イギリス軍はヴィシー政権の統治下にあった島々に侵攻した。

## 枢軸国の戦略物資

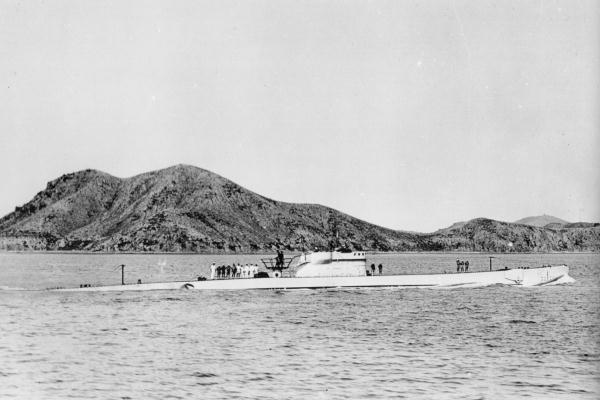
1944年、日本近海を航行する「伊503（かつての「コマンダンテ・カッペリーニ」）。

1941年、ドイツはソ連に侵攻した。独ソ戦の開始である。この結果、東南アジアから戦略物資を輸送してきた陸路は使われなくなった。また、北大西洋におけるイギリス海軍の哨戒をかいくぐり得た枢軸国の船は少数に留まった。日本はドイツとの軍事技術交換に関心を示し、日本海軍の潜水艦、「伊30」は1942年夏に1,500kgの雲母および660kgのシェラックをロリアンへ届け、潜水航行による戦略物資輸送の嚆矢となった。
広大な太平洋での運用を意図して設計された日本の潜水艦は、ヨーロッパの沿岸における運用を想定したドイツのUボートよりも好適な輸送手段であった。しかしイタリアの大型潜水艦は、船団攻撃には不向きであることが明らかになる。イタリア王立海軍（Regia Marina）は、BETASOMから作戦に従事する潜水艦のうち7隻を抽出し、日本からの希少な、もしくは必須な交易品を輸入するための「輸送潜水艦 (Transport submarine) 」に改装した。それらは「バニョリーニ」、「バルバリーゴ」、「コマンダンテ・カッペリーニ（1943年5月に「アクィラ III」と改称）」、「フィンツィ」、「ジュリアーニ」、「タッツォーリ」および「ルイージ・トレッリ」である。

## インド洋における共同作戦
インド洋で作戦に従事させるため、Uボートをマラヤと東インドへ配備することは、日本側が1942年12月に最初に提案した。どちらの海域にも補給拠点がなかったので、この案は当時、多数のUボートが喜望峰の周辺で行動中であったにもかかわらず却下されている。「コマンダンテ・カッペリーニ」が東インドに到達した数日後、「U-511」が旅程を踏破した最初のUボートとなった。同艦はベルリン駐在の海軍武官、野村直邦中将（のち大将）を呉に伴っている。そして日本海軍に譲渡されて「呂500」と改名され、ドイツ人の乗組員はマレー半島の西海岸にあり、かつてはイギリス軍の水上機基地であったペナン島の潜水艦基地へ交代要員として戻っていった。神戸には二つ目の基地が設けられた。また修理を行うための小さな基地がシンガポール、ジャカルタとスラバヤに置かれた。1943年の春、北大西洋で被った大損害の結果として、同海域におけるUボートの活動が断念されると、ヴィルヘルム・ドメス (Wilhelm Dommes) 少佐は指揮下の「U-178 (U-178) 」とともに南アフリカの作戦海域を離脱し、ペナンで司令を務めるよう命令を受けた。

### 初期のペナン行きの哨戒
- 日本海軍の「伊30」は1942年8月22日、ドイツ海軍の魚雷、雷撃諸元計算機 (Torpedo Data Computer) 、ヴュルツブルク（レーダー）、メトックス (Metox) レーダー波探知器、水中聴音装置 (Hydrophone) 、エニグマ暗号機50セットおよびボールト（Bold、ソナー欺瞞用デコイ）240個を積んでロリアンを出航した。この艦はシンガポールに到着したものの、日本に戻る際に自軍の機雷に触れ[12]、1942年10月13日にシンガポールの近海で沈没している[5]。
- 「タッツォーリ」は輸送用の艤装を実施した上で1943年5月21日に出港し、ビスケー湾で航空機に撃沈された[13]。
- 「バルバリーゴ」は輸送用の艤装を実施し、1943年6月17日に出港、ビスケー湾で航空機に撃沈された[13]。
- 「コマンダンテ・カッペリーニ」は輸送用の艤装を行い、1943年5月11日に水銀、アルミニウム、溶接鋼合わせて160トン、20ミリ機関砲と弾薬、爆弾の原型、爆撃照準器 (Bombsight) および戦車の設計図を積載して出航し、1943年7月13日にシンガポールに到着した[13]。
- 「U-511」は1943年5月10日に出航し、同年7月17日にアメリカのリバティー船「サミュエル・ハインゼルマン」（Samuel Heintzelman、7200トン）を撃沈した[13]。
- 「U-178」は1943年3月28日に出港し、同年8月27日、ペナンへ入港するまでにオランダの貨物船「サラバンカ」（Salabangka、6,600トン）、ノルウェーの貨物船「ブレヴィケン」（Breviken、2,700トン）、イギリスの貨物船「シティー・オブ・カントン」（City of Canton、6700トン）、アメリカのリバティー船「ロバート・ベーコン」（Robert Bacon、7200トン）およびギリシャの貨物船「ミカエル・リヴァノス」（Michael Livanos）と「マリー・リヴァノス」（Mary Livanos）を撃沈した[14]。
- 「トレッリ」は輸送用の艤装で1943年6月18日に出港し、同年8月27日にペナンに到着した。

## モンスーン戦隊として派遣されたUボートの第1波
基地の設置とともに、12隻の潜水艦が「モンスーン戦隊（Gruppe Monsun）」に配属され、ペナンに向かう間に連合国の交易路を哨戒するよう命令を受けた。戦隊名にはひとつの意味があり、インド洋におけるUボートの作戦は、モンスーンの時期と重なる形で開始されることになっていた。同作戦が進行する中、イタリアが連合国と講和する。イタリアの潜水艦、「アミラリオ・カーニ」はペナンへの航行を続けるよりも、南アフリカのダーバンで降伏することを選んだ。輸送用に改装されたイタリアの潜水艦（複数）は、ドイツ海軍に接収されて「UIT（数字）」の名前が付けられた。
- 「U-200 (U-200) 」は1943年6月11日に出航し、6月24日にアイスランド近海でPBYの攻撃を受け、撃沈された[13]。
- 「U-514 (U-514) 」は1943年7月3日に出航し、7月8日にビスケー湾でイギリス空軍第224飛行隊に所属するB-24の攻撃を受け、撃沈された[15]。
- 「U-506 (U-506) 」は1943年7月6日に出航し、7月12日にビスケー湾でアメリカ陸軍第1飛行隊に所属するB-24の攻撃を受け、撃沈された[16]。
- 「U-509 (U-509) 」は1943年7月3日に出航し、7月15日に護衛空母「サンティー」の艦載機の攻撃を受け、撃沈された[17]。
- 「U-516 (U-516) 」は1943年7月8日に出航したが、ミルヒクー（潜水補給艦）を撃沈された僚艦へ哨戒を継続できるよう、燃料を譲渡した後に帰投している[14]。
- 「U-847」は1943年7月29日に出航したが、デンマーク海峡で流氷と衝突して損傷し、北大西洋で僚艦に燃料を譲渡した後、8月27日に護衛空母「カード」の攻撃を受け、撃沈された[18]。
- 「アミラリオ・カーニ」は戦闘用の艤装で1943年7月初頭に出航したが、本国のイタリアで停戦が発効した同年9月8日に降伏した[13]。
- 「U-533 (U-533) 」は1943年7月6日に出航し、10月16日にアデン湾でイギリス空軍第244飛行隊に所属するブリストル・ブレニムの攻撃を受け、撃沈された[17]。
- 「U-183 (U-183) 」は1943年7月3日に出航し、同年10月27日にペナンに到着した。その2年後、ジャワ海でアメリカ海軍の潜水艦「ベスゴ」に撃沈されている[14]。
- 「U-188 (U-188) 」は1943年6月30日に出航し、同年10月31日にペナンへ到着するまでにアメリカのリバティー船「コーネリア・P・スペンサー」（Cornelia P. Spencer、7200トン）を撃沈した[14]。
- 「U-532 (U-532) 」は1943年7月3日に出航し、ノルウェーおよびインドの貨物船各1隻と、イギリスの貨物船2隻を撃沈した後の同年10月31日にペナンに到着した。
- 「U-168 (U-168) 」は1943年7月3日に出航し、イギリスの貨物船「ハイチン」（Haiching、2200トン）を撃沈した後の同年11月11日にペナンに到着した。

輸送中の損害を補うため、モンスーン戦隊の第2波がヨーロッパから派遣されている。
- 「U-219」は機雷敷設の任を帯びて1943年10月22日に出航したが、北大西洋で僚艦に燃料を譲渡した後の1944年1月、フランスに帰投している[19]。
- 「U-848」は1943年9月18日に出航し、同年11月5日、南大西洋でアメリカ海軍のPB4Yの攻撃を受け、撃沈されるまでにイギリスの貨物船「バロン・センプル」（Baron Semple、4,600トン）を撃沈している[20]。
- 「U-849」は1943年10月2日に出航し、11月25日に南大西洋でアメリカ海軍のPB4Yの攻撃を受け、撃沈された[20]。
- 「U-850」は1943年11月18日に出航し、12月20日に護衛空母「ボーグ」の艦載機の攻撃を受け、撃沈された[20]。
- 「U-510 (U-510) 」は1943年11月3日に出航し、1944年5月5日にペナンへ到着するまでにイギリスのタンカー「サン・アルヴァロ」（San Alvaro、9200トン）とアメリカの貨物船「E・G・スーバート」（E.G.Seubert）その他3隻を撃沈した[14]。

## 続いてヨーロッパから出航した艦
ペナンを目指しヨーロッパを出航した潜水艦は、大きな損害に苦しんだ。まずはビスケー湾で、それから大西洋中部および喜望峰の周辺でも哨戒機が立ちはだかった。さらにペナン周辺には、解読された暗号情報に基づき、到着もしくは出航する潜水艦を待ち伏せる連合国の潜水艦が潜んでいたのである。
- 日本海軍の「伊 8」は1943年9月8日に対空機関砲、魚雷および航空機用エンジンを積載し、ドイツ人技師10名を伴って同年12月5日にシンガポールへ入港した[13]。
- 「U-177 (U-177) 」は1944年1月2日に出航し、2月6日に南大西洋でアメリカ海軍のPB4Yの攻撃を受け、撃沈された[21]。
- 「バニョリーニ」は「UIT-22」として1944年1月26日、輸送用の艤装で出航し、喜望峰近海でイギリス空軍第262飛行隊に所属するPBYの攻撃を受け、3月11日に撃沈された[22]。
- 「U-801」は1944年2月26日に出航し、3月16日に護衛空母「ブロック・アイランド」の艦載機の攻撃を受け、撃沈された[20]。
- 「U-1059 (U-1059) 」は1944年1月3日に魚雷を積載して出航し、3月19日に護衛空母「ブロック・アイランド」の艦載機の攻撃を受け、撃沈された[23]。
- 「U-851」は1944年2月26日に水銀と潜水艦用の蓄電池500個を積載して出航し、1944年3月に行方不明となった[20]。
- 「U-852 (U-852) 」は1944年1月18日に出航し、同年4月3日、アラビア海でイギリス空軍のヴィッカース・ウェリントンの攻撃を受け、撃沈されるまでにギリシャの貨物船「ペレウス」（Peleus、4,700トン）およびイギリスの貨物船「ダホミアン」（Dahomian、5,300トン）を撃沈している[22]。
- 「U-1062 (U-1062) 」は1944年1月3日に魚雷を積載して出航し、4月19日にペナンへ到達した[22]。
- 「U-1224」は日本海軍に転籍して「呂 501」と改称され、1944年4月に出航し、同年5月13日に大西洋でアメリカ海軍の護衛駆逐艦「フランシス・M・ロビンソン (USS Francis M. Robinson (DE-220)) 」に撃沈された[24]。
- 「U-843 (U-843) 」は1944年2月18日に出航し、同年6月11日にジャカルタへ到着するまでにイギリスの貨物船「ネブラスカ」（Nebraska、8,300トン）を撃沈した[14]。
- 「U-490 (U-490) 」は1944年5月6日、補給物資、予備の部品や電子機器を積載し、給油艦としての艤装で出航した。1944年6月12日、護衛空母「クロアタン」の艦載機による攻撃を受けて撃沈された[25]。
- 「U-860」は1944年4月11日に出航し、6月15日に南大西洋で護衛空母「ソロモンズ」の艦載機による攻撃を受けて撃沈された[20]。
- 「伊29」は1944年4月16日にエニグマ暗号機10セットとドイツ製の最新のレーダーを積んで出航し、同年7月26日にアメリカ海軍の潜水艦「ソーフィッシュ」の雷撃を受けて撃沈された[22]。
- 「U-537 (U-537) 」は1944年3月25日に出航し、8月2日にジャカルタに入港した[22]。
- 「U-181」は1944年3月16日に出航し、同年8月8日にペナンへ到着するまでにイギリスの貨物船「タンダ」（Tanda、7100トン）およびオランダの貨物船「ガレート」（Garoet、7,100トン）の他、イギリスの貨物船「ジャネータ」（Janeta、5,300トン）と「キング・フレデリック」（King Frederick、5,300トン）を撃沈した[14]。
- 「U-196 (U-196) 」は1944年3月16日に出航し、同年8月10日にペナンへ到着するまでにイギリスの貨物船「シャーザダ」（Shahzada、5,500トン）を撃沈した[22]。
- 「U-198 (U-198) 」は1944年4月20日に出航し、インド洋で8月12日、イギリス海軍の護衛空母「シャー」および「ベガム」を基幹とするハンター・キラー・グループの攻撃を受けて沈没した。沈没以前にこの艦は、南アフリカの貨物船「コロンバイン」（Columbine、3,300トン）、イギリスの貨物船「ダイレクター」（Director、5,100トン）、「エンパイア・シティ」（7,300トン）と「エンパイア・デイ」（Empire Day、7,200トン）を撃沈した[21]。
- 「U-180 (U-180) 」は1944年8月20日、給油艦としての艤装で出航する際、機雷に触れて沈没した[22]。
- 「U-862」は1944年6月3日に出航し、9月9日にペナンへ到着するまでに5隻の船舶を撃沈した[14]。
- 「U-861」は1944年4月20日に出航し、同年9月9日にペナンへ到着するまでにブラジルの兵員輸送船「ヴィタル・デ・オリヴェイラ（ポルトガル語版）」（Vital de Oliveira、1,700トン）、アメリカのリバティー船「ウィリアム・ガストン」（William Gaston、7,200トン）、イギリスの貨物船「ベリックシャー」（Berwickshire、7,500トン）とギリシャの貨物船「トアニス・ファファリオス」（Toannis Fafalios）を撃沈している[14]。
- 「U-859 (U-859) 」は1944年4月4日に水銀を積載して出航し、9月23日にイギリス海軍の潜水艦「トレンチャント」の攻撃で撃沈されるまでに、パナマの貨物船「コリン」（Collin、6,300トン）、アメリカのリバティー船「ジョン・ベリー（英語版）」（John Berry、7,200トン）およびイギリスの貨物船「トロイラス」（Troilus、7,400トン）を撃沈した[22]。
- 「U-871」は1944年8月31日に出航し、9月26日にイギリス空軍のB-17による攻撃を受けて撃沈された[22]。
- 「U-863」は1944年7月26日に出航し、9月29日にアメリカ海軍のPB4Yによる攻撃を受けて撃沈された[20]。
- 「U-219」は輸送用の艤装で1944年8月23日に出航し、12月11日にジャカルタへ到着した[14]。
- 「U-195」は給油艦としての艤装を受けて1944年8月20日に出航し、12月28日にジャカルタへ到着した[14]。
- 「U-864 (U-864) 」は水銀、Me 163およびMe 262の設計図を積載し、1945年2月5日に出航したが2月9日、イギリス海軍の潜水艦「ヴェンチュラー (HMS Venturer (P68)) 」の雷撃を受けて撃沈された[22]。
- 「U-234 (U-234) 」は輸送用の艤装で鉛74トン、水銀26トン、鋼12トン、光学ガラス7トン、航空機の設計図および部品43トン、酸化ウラン (Uranium oxide) 560 kgを積載し、1945年4月1日に出航したが終戦とともにポーツマス海軍造船所で降伏した[26]。

## 潜水艦によるペナンからの哨戒
戦略物資をヨーロッパへ搬送しつつ、交易路を哨戒することは当初から想定されていたものの、連合軍の哨戒部隊が南大西洋で補給艦を撃沈すると、多くの艦はペナンに引き返した。
- 日本海軍の「伊 30」は1942年4月22日に出航し、同年8月6日にフランスのロリアンに入港した。
- 「伊 8」は「呂 501」に乗務する予定の要員を伴い、タングステンを積載して1943年6月27日に出航し、8月にフランスへ到達した[13]。
- 「伊 34」は1943年11月12日に出航し翌日、イギリス海軍の潜水艦「トーラス (HMS Taurus (P399)) 」の雷撃を受けて撃沈された[27]。
- 「U-178」はスズ121トン、ゴム30トンおよびタングステン2トンを積載し、1943年11月27日に出航した。そして5月25日、フランスへ到達する前にアメリカのリバティー船「ホセ・ナヴァロ」（Jose Navarro、7,200トン）を撃沈している[22]。
- 「伊 29」はゴム、タングステンおよび金2トンを積載して1943年12月16日に出航し、1943年3月11日にフランスへ到着した[28]。
- 「U-532」はゴム、タングステン、キニーネおよびアヘンを積載し、1944年1月4日に出航した。給油艦「ブラーケ」（Brake）の撃沈を受けてペナンへ帰投する前に、アメリカのリバティー船「ウォルター・キャンプ」（Walter Camp、7,200トン）を撃沈している[22]。
- 「U-188」はスズ、ゴム、タングステン、キニーネおよびアヘンを積載し、1944年1月9日に出航した。そして6月19日、フランスへ帰投するまでにイギリスの貨物船7隻を撃沈した[22]。
- 「U-168」はスズ、タングステン、キニーネおよびアヘン合わせて100トンを積載し、給油艦「ブラーケ」の撃沈を受けてジャカルタへ帰投する前に、ギリシャの貨物船（4,400トン）とイギリスの修理船「サルヴィキング」（Salviking、1,400トン）を撃沈した[22]。
- 「コマンダンテ・カッペリーニ」は「UIT-24」と改称し、輸送用の艤装でゴム約30トン、亜鉛60トン、タングステン5トン、キニーネ2トンおよびアヘン2トンを積載し、1944年2月9日に出航した。しかし「ブラーケ」が撃沈されると、ペナンに帰投している[22]。
- 「U-183」はスズ、ゴム、タングステン、キニーネおよびアヘンを積載して1944年2月10日に出航した。そしてイギリスの貨物船「パルマ」（Palma、5,400トン）、タンカー「ブリティッシュ・ロイヤルティ」（British Loyalty、7,000トン）および貨物船「ヘレン・モラー」（Helen Moller）を撃沈した後、「ブラーケ」の撃沈を受けてペナンに帰投した[22]。
- 「ジュリアーニ」は「UIT-23」と改称し、輸送用の艤装で1944年2月15日に出航したが、その3日後にイギリス海軍の潜水艦「タリィ・ホー」の雷撃を受けて撃沈された[22]。
- 「伊 52」は輸送用の艤装で金2トンを含む積荷を積載し、1944年4月23日にフランスへ向けて出航したが、6月23日に護衛空母「ボーグ」から発進したTBFの攻撃を受けて撃沈された[22]。
- 「U-183」は1944年5月17日に出航し、7月7日にペナンへ帰投するまでに船舶1隻を撃沈した[14]。
- 「U-1062」は輸送用の艤装で1944年7月6日にフランスへ向けて出航し、10月5日に大西洋で撃沈された[14]。
- 「U-168」は1944年10月4日に出航し、2日後にオランダ海軍の潜水艦「ヅワートフィッシュ (HNLMS Zwaardvisch (P322)) 」の雷撃を受けて撃沈された[21]。
- 「U-181」は1944年10月19日に出航し、1945年1月5日にジャカルタへ帰投するまでに船舶1隻を撃沈した[22]。
- 「U-537」は1944年11月8日に出航し翌日、アメリカ海軍の潜水艦「フラウンダー」の雷撃を受けて撃沈された[22]。
- 「U-196」は1944年11月11日に出航し、連合軍が敷設した機雷堰を通過する間に消息を絶った[22]。
- 「U-862」は1944年11月18日に出航し、太平洋を哨戒したドイツ海軍の潜水艦として唯一、1回の出撃で2隻の船舶を撃沈し、1945年2月15日にジャカルタへ帰投した[14]。
- 「U-843」は1944年12月10日にノルウェーに向けて出航し、4月2日にカテガット海峡でイギリス空軍のモスキートに撃沈された[22]。
- 「U-510」はタングステン、スズ、ゴム、モリブデンおよびカフェイン合せて150トンを積載し、1945年1月6日にノルウェーへ出航した。そしてフランスで降伏するまでに、カナダの貨物船「ポイント・プレザント・パーク」（SS Point Pleasant Park、7,100トン）を撃沈した[22]。
- 「U-532」はスズ110トン、タングステン8トン、ゴム8トン、モリブデン4トンおよび少量のセレン、キニーネおよび結晶類を積載し、1945年1月13日にノルウェーへ出航した。このIXC型Uボートは終戦を迎え、リヴァプールで降伏する前にイギリスの貨物船「バロン・ジェドバラ」（Baron Jedburgh、3,400トン）とアメリカのタンカー、「オクラホマ」（Oklahoma、9,300トン）を撃沈している[22]。
- 「U-861」はタングステン、ヨウ素、スズおよびゴム合せて144トンを積載して1945年1月14日に出航し、4月18日にノルウェーに到着した[22]。
- 「U-195」は給油艦としての艤装で1945年1月17日、ノルウェーに向けて出航したが機関の故障により、3月3日にジャカルタへ帰投した[22]。
- 「U-183」は1945年4月24日に出航したが、2日後にアメリカ海軍の潜水艦「ベスゴ」の雷撃を受けて撃沈された[22]。

## 日本軍による接収
1945年にドイツが降伏すると、日本の勢力圏に残った6隻のUボートは日本海軍に接収された。
- 「U-181」（IXD2型巡洋潜水艦）は「伊 501」と改称され、日本の降伏後にシンガポールで廃棄された。
- 「U-862」（IXD2型巡洋潜水艦）は「伊 502」と改称され、日本の降伏後にシンガポールで廃棄された。
- 「UIT 24」（「コマンダンテ・カッペリーニ」から「アクィラIII」を経て「UIT-24」に改称）は「伊 503」と改称され、日本が降伏した時は神戸港に在泊している。後にアメリカ海軍により、紀伊水道で破棄された。
- 「UIT-25」（旧称「トレッリ」）は「伊 504」と改称され、日本が降伏した時は神戸港に在泊している。後にアメリカ海軍により、紀伊水道で破棄された。
- 「U-219」（XB型機雷敷設潜水艦）は「伊 505」と改称され、日本の降伏後にジャカルタで廃棄された。
- 「U-195」（IXD1型給油潜水艦）は「伊 506」と改称され、日本の降伏後にジャカルタで廃棄された。